# Imunoprofylaxe
Imunoprofylaxe je ochrana živého organismu na úrovni imunity před určitou infekcí (nemocí) pomocí biologických látek, které poskytují (zvyšují) specifickou imunitu proti infekci (nemoci), která by mohla nastat. Imunoprofylaxe může být aktivní (např. aplikace vakcíny nebo bakterinu, po které organismus sám aktivně reaguje na podaný antigen a tvoří protilátky) nebo pasivní (např. aplikace séra obsahujícího již hotové specifické protilátky).